# Annie Machon

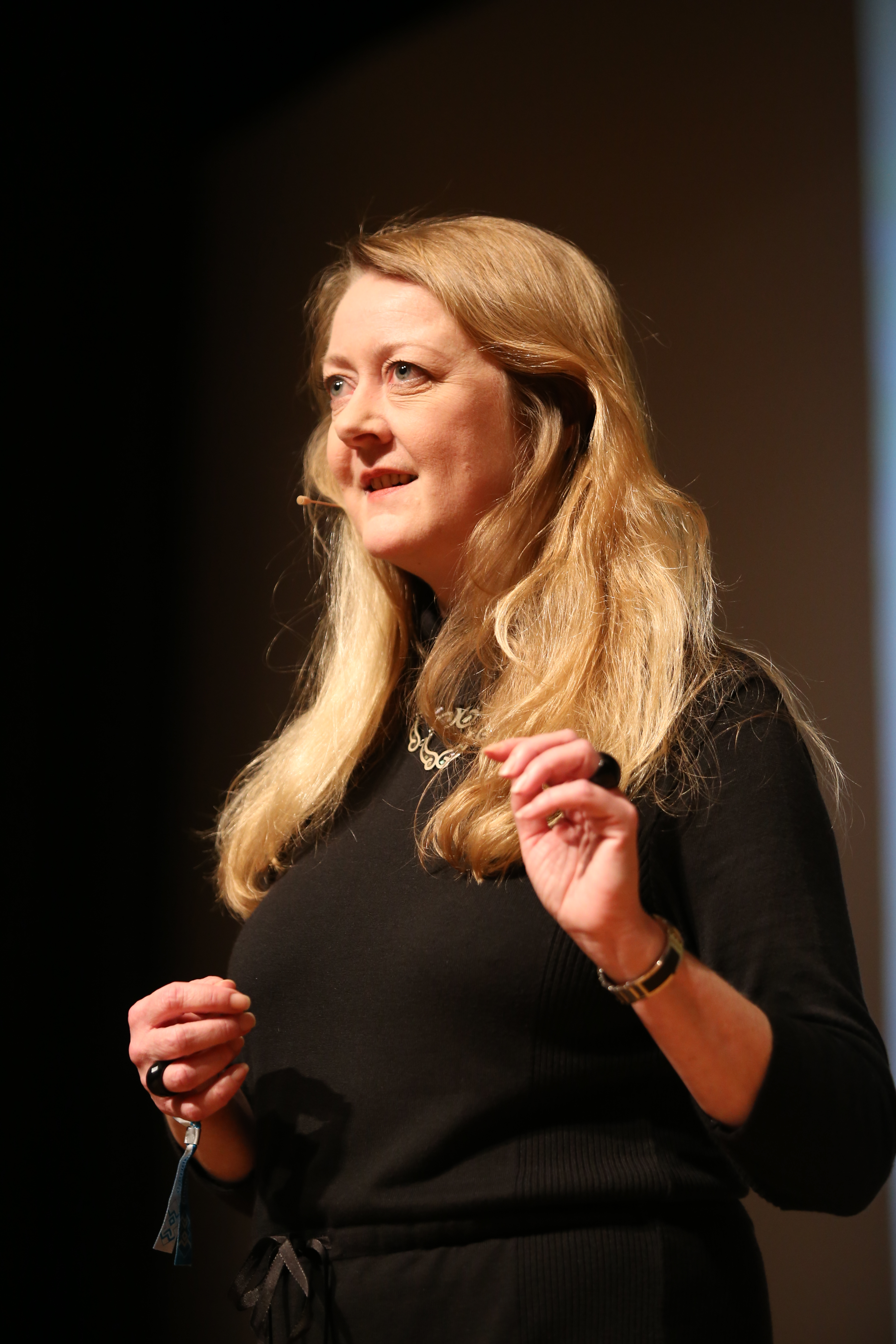
Annie Machon im Dezember 2013 auf dem 30C3 in Hamburg.

Annie Machon (* 1968) ist eine frühere Mitarbeiterin des britischen Nachrichtendienstes Security Service (MI5), die sich zusammen mit ihrem ehemaligen Kollegen und heutigen Journalisten David Shayler als Whistleblowerin zu illegalen Vorgängen innerhalb des MI5 betätigte.

## Karriere
Machon wurde nach ihrem Abschluss an der Cambridge University 1991 vom MI5 rekrutiert. Dort arbeitete sie erst in der Abteilung für „counter-subversion (F2)“ (etwa: Spionage- und Umsturzabwehr), danach wurde sie zur Aufklärung von Terrorismus im Nordirlandkonflikt, später in der globalen Terrorismusabwehr eingesetzt, bis sie 1997 zusammen mit ihrem Lebensgefährten Shayler den Dienst verließ, um Interna an die Öffentlichkeit zu tragen.
Im Jahr 2020 trat sie in dem Dokumentarfilm Der Maulwurf: Undercover in Nordkorea in Erscheinung.

## Als Whistleblower

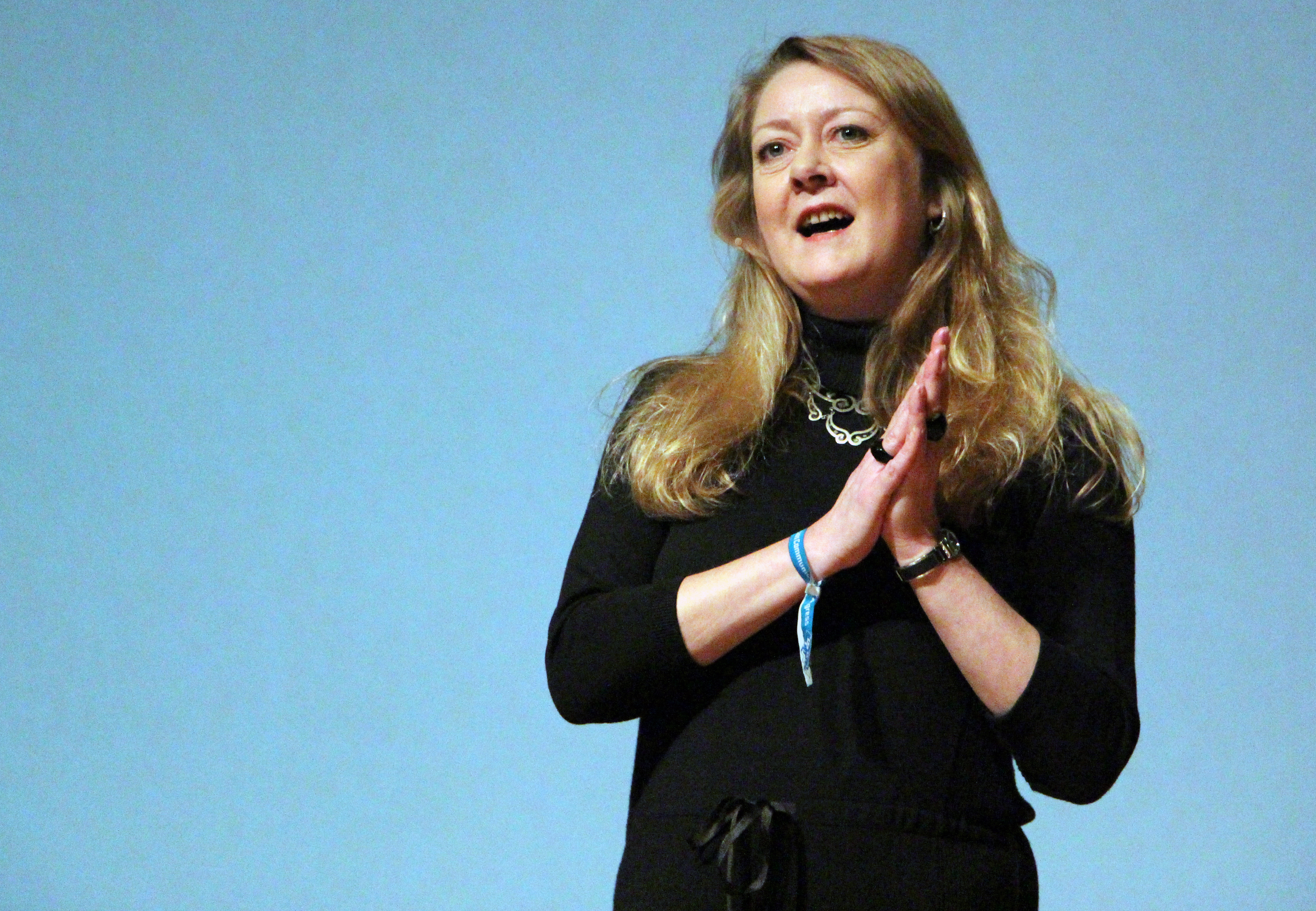
Annie Machon 30C3

Nach anfänglichem Idealismus zeichneten sich schnell deutliche Differenzen zwischen ihrerseits erdachtem Idealzustand und politischer Realität ab:

„We were basically trying to track down old communists, Trotskyists and fascists, which to us seemed like a waste of time. The Berlin Wall had come down several years before. We were both horrified that during the 1992 election we were summarising files on anybody who stood for parliament. We were also horrified by the scale of the investigations.“

„Im Grunde versuchten wir die alten Kommunisten, Trotzkisten und Faschisten aufzustöbern, was uns als Zeitverschwendung erschien. Die Berliner Mauer war schon einige Jahre gefallen, wir beide waren entsetzt über das Ausmaß der Untersuchungen, in denen wir zur Wahl 1992 Akten über jeden anlegten, der kandidierte.“

Auch operative Unstimmigkeiten waren Shayler und Machon offensichtlich:

„They had all these old managers who had been there for donkey's years. They were caught in the wrong era – instead of dealing with static targets, they had a mobile threat in the IRA and they just couldn't hack it. It was a nightmare, especially because there were so many agencies involved – MI5, Special Branch, the RUC, GCHQ. They all had their own interests. That was why Bishopsgate happened.“

„Sie hatten all diese alten Führungskräfte, die seit Ewigkeiten in diesen Positionen waren, und die in der falschen Ära gefangen waren – statt statischer Ziele hatten wir die Bedrohung durch die mobile IRA, und sie haben es einfach nicht kapiert. Es war ein Albtraum, besonders auf Grund der Vielzahl involvierter Dienste – MI5, Special Branch, RUC, GCHQ. Sie alle verfolgten eigene Interessen – das ist der Grund, warum Bishopsgate passierte.“

Nachdem 1997 statt der durchschnittlichen Anzahl von vier Kündigungen pro Jahr 14 von Machons Kollegen ihre Tätigkeiten als Spione aufgaben, verkaufte Shayler Details zu den genannten Vorgängen für 40.000 Pfund Sterling an die britische Tageszeitung Mail on Sunday. Darüber hinaus veröffentlichte er Informationen zu:
- geheimen Akten über Regierungsmitglieder, die mit der Geheimdienstaufsicht betraut waren
- bewusste Lügen an die Geheimdienstaufsicht
- illegale Abhörmaßnahmen bei Journalisten
- die wissentlich falschen Verurteilungen zum Terroranschlag von 1994 auf die Israelische Botschaft in London
- das versuchte Attentat des MI6 auf Muammar al-Gaddafi

„It was very scary. Dave is someone who thinks he should fight for what he believes in. And I knew what he was talking about. I knew he had to have the support against the massed forces of darkness.“

„Es war sehr beängstigend. Dave glaubt daran, für seine Ideale zu kämpfen und ich wusste, wovon er redete. Mir war klar, dass er Unterstützung gegen diese massiven dunklen Kräfte braucht.“

In der Nacht vor der Veröffentlichung flohen beide zusammen nach Utrecht und von dort aus in eine ländliche Gegend in Frankreich. Die Rückkehr nach Großbritannien verknüpfte Shayler an die Zusage, von einer Anklage abzusehen, sowie der Garantie, die Vorwürfe öffentlich zu untersuchen, stieß allerdings auf kein Interesse seitens der Behörden.
Bei einem späteren Aufenthalt in Paris wurde er dann auf Grund eines Auslieferungsantrages verhaftet, der jedoch von einem französischen Richter zurückgewiesen wurde, da die Auslieferung politisch motiviert sei.
Im Jahr 2000 erfolgte die Rückkehr des Paares nach London, und während Shayler angeklagt wurde, blieb Machon in Freiheit. Der Richter bestätigte allerdings Shaylers noble Motive, die Gefängnisstrafe für ihn belief sich auf sechs Monate.
Nach 14 Jahren Beziehung trennte sich das Paar.